# Laigné

Laigné este o comună în departamentul Mayenne, Franța. În 2009 avea o populație de 833 de locuitori.